# Estádio Nacional de Pequim
O Estádio Nacional de Pequim (em chinês: 北京國家體育場; Hanyu Pinyin: Běijīng Guójiā Tǐyùchǎng), popularmente conhecido como Ninho de Pássaro (em chinês: 鳥巢), é um estádio multiuso localizado em Pequim, capital da China. Oficialmente inaugurado em 18 de abril de 2008, é o maior estádio do país em capacidade de público, conseguindo comportar até 80 000 espectadores nos dias atuais.
O estádio foi palco das cerimônias de abertura e encerramento dos Jogos Olímpicos de Verão de 2008 e dos Jogos Olímpicos de Inverno de 2022. Atualmente, é a principal casa onde a Seleção Chinesa de Futebol e a Seleção Chinesa de Futebol Feminino mandam suas partidas amistosas e oficiais válidas por competições continentais.

## Histórico
Um concurso internacional de design foi lançado quase imediatamente após Pequim ser escolhida como cidade-sede dos Jogos Olímpicos de Verão de 2008. Os principais arquitetos do mundo enviaram suas ideias para o estádio com capacidade para 100 000 lugares e com teto retrátil. Ao todo, 13 empresas de arquitetura apresentaram projetos arquitetônicos para a construção do novo estádio, saindo vencedor do concurso o projeto apresentado em conjunto pela suíça Herzog e de Meuron, a britânica Arup Sports e a chinesa China Architectural Design & Research Group.
O corte de custos também foi visível nas arquibancadas, que foram reduzidas para 91 000 assentos, sendo 80 000 deles construídos permanentemente. O campo permaneceu dividido em três grandes aneis que circundam o campo com uma pista de atletismo. Mesmo com o corte de custos, o orçamento gasto para a execução das obras foi considerado elevado, custando ao todo US$ 423 milhões.
Embora iniciadas em dezembro de 2003, as obras duraram mais de 4 anos para serem finalizadas. Os últimos elementos foram instalados no verão de 2008, semanas antes do começo das competições esportivas. Como se viu mais tarde, a luta contra o tempo acarretou em falhas, como a queda de tinta apenas dois anos após a inauguração. Além disso, ao menos seis operários morreram em acidentes no canteiro de obras.

## Características

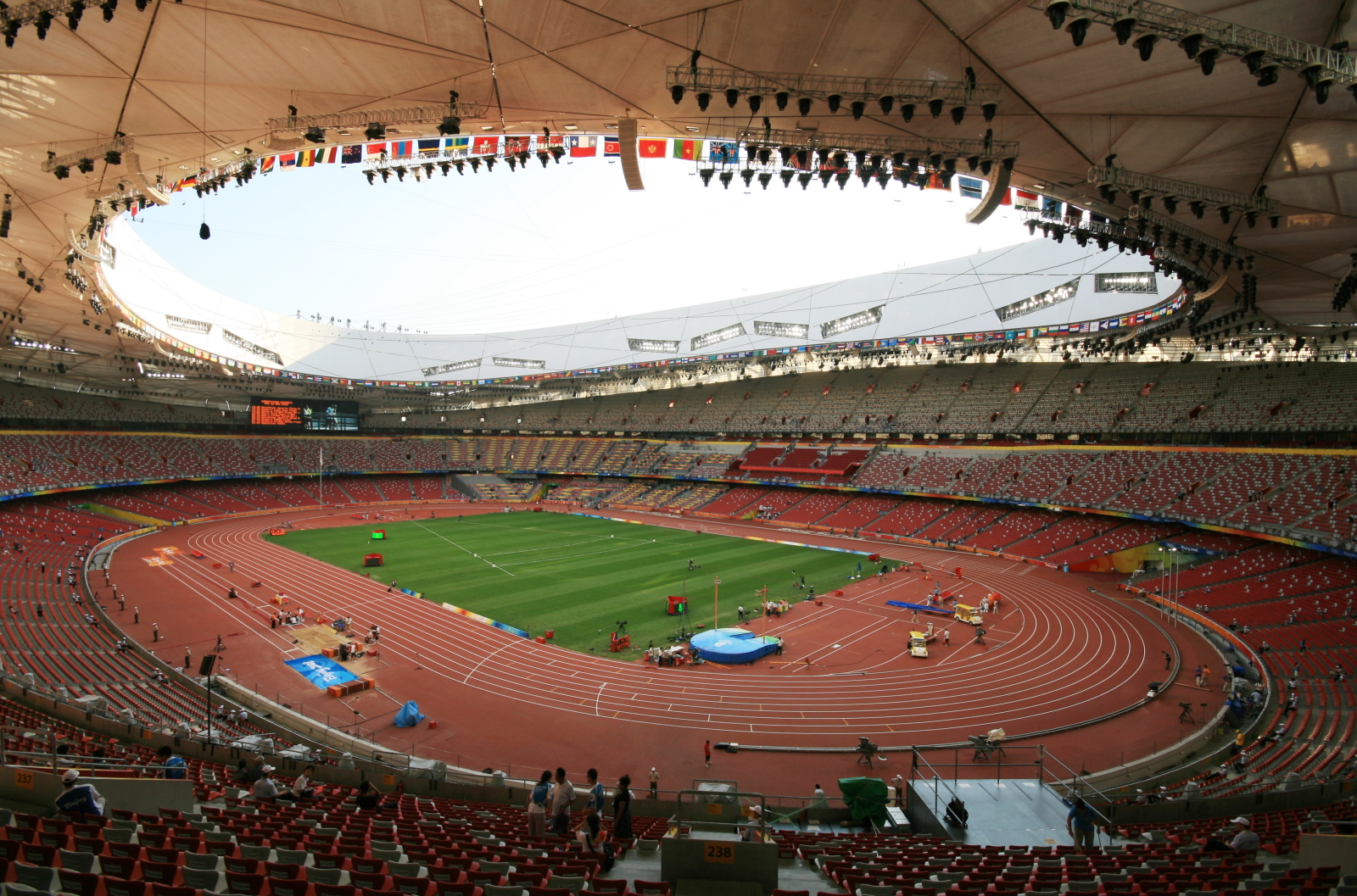
Visão panorâmica interna do estádio

O conceito do projeto vencedor consistia em colocar toda a estrutura do telhado e da fachada para fora, sem revestimento decorativo, pois a própria estrutura seria a decoração: arcos gigantes de ferro e aço montados de forma retorcida que remetiam à figura de um ninho de pássaro. E, assim como um ninho, a estrutura parece caótica e, ao mesmo tempo, muito resistente. Ela consiste em 4 segmentos quase idênticos que, juntos, criam o enorme anel de aço, pesando impressionantes 27 000 toneladas. Como o custo do aço começou a aumentar rapidamente, os organizadores desistiram de construir um teto retrátil que originalmente deveria ficar escondido sob o "ninho".

A estrutura do estádio ganhou um reforço extra por estar localizado em uma região com grande incidência de terremotos: a treliça espacial tridimensional e seus membros secundários podem resistir às mais severas intempéries da natureza. Cada parte da estrutura, dividida em oito zonas, funciona como uma construção independente do restante, sendo determinante no caso de abalo sísmico. Cerca de 24 peças espaçadas igualmente criam a estrutura principal, passando a impressão de estarem distribuídas de forma aleatória. Os engenheiros projetaram os membros secundários para dar uma ilusão de configuração caótica das linhas, ao mesmo tempo em que se mantém uma integridade estrutural suficiente para resistir a terremotos. Tudo isso foi possível graças à tecnologia em softwares de modelagem estrutural.